# Carex metallica
Carex metallica är en halvgräsart som beskrevs av Augustin Abel Hector Léveillé. Carex metallica ingår i släktet starrar, och familjen halvgräs. Inga underarter finns listade i Catalogue of Life.